# BAFTA (премия, 2025)
78-я церемония вручения наград премии BAFTA состоялась 16 февраля 2025 года, на ней были определены лучшие фильмы 2024 года. Церемония прошла в Королевском фестивальном зале в лондонском Саутбэнк Центре. Награды, представленные Британской академией кино и телевизионных искусств, были вручены за лучшие полнометражные и документальные фильмы, которые были показаны в британских кинотеатрах в 2024 году.
Церемонию во второй раз вёл Дэвид Теннант. Расширенные списки номинантов на премию BAFTA были опубликованы 3 января 2025 года. Имена претендентов на награду «Восходящая звезда», единственную категорию, определяемую голосованием британской публики, были объявлены 7 января. Полный список номинантов во всех остальных категориях представили 15 января 2025 года предыдущие лауреаты премии BAFTA Миа МакКенна-Брюс и Уилл Шарп.
«Конклав» получил наибольшее количество номинаций (двенадцать), за ним следуют криминально-комедийный мюзикл «Эмилия Перес» с одиннадцатью и «Бруталист» с девятью номинациями. «Бруталист» и «Конклав» получили наибольшее количество наград (по четыре каждый).

## Информация о церемонии
Церемония состоялась 16 февраля 2025 года в Королевском фестивальном зале, расположенном в лондонском Саутбэнк Центр, а ее ведущим второй год подряд выступил Дэвид Теннант. Церемония транслировалась в прямом эфире с задержкой около часа на BBC One в Великобритании и на различных платформах BritBox по всему миру. В своем вступительном слове Теннант исполнил песню «I’m Gonna Be (500 Miles)» группы The Proclaimers, после чего произнес монолог, наполненный отцовскими шутками. Несмотря на значительную продолжительность церемонии, её трансляция была сокращена до двух часов.
Премия «Лучший детский и семейный фильм» была вручена впервые в 2025 году. Это первая новая категория с момента введения категории «Лучший кастинг» в 2020 году. Другие изменения в наградах 2025 года включают введение новых требований к номинациям в категориях «Лучший фильм» и «Выдающийся британский фильм».
Среди индивидуальных номинантов режиссер «Аноры» Шон Бейкер занял второе место по числу индивидуальных номинаций за одну церемонию, получив пять — за лучший фильм, режиссуру, оригинальный сценарий, кастинг и монтаж. В свою очередь, Рич Пеппиатт стал самым номинируемым дебютантом в истории BAFTA, заработав четыре индивидуальных номинации за фильм «Kneecap».
Во время вручения технических наград звук церемонии неожиданно пропал в момент объявления победителя в категории «Лучший звук», однако в телеэфир этот фрагмент уже вышел без сбоев.
Перед объявлением победителей в актерских категориях и других крупных номинациях группа Take That исполнила свою песню «Greatest Day», которая использовалась в «Аноре».
Во время церемонии награждения некоторые категории не транслировались в прямом эфире, а были показаны в заранее записанном монтаже. Одной из таких наград стала победа фильма «Эмилия Перес» в категории «Лучший фильм на иностранном языке». Однако в этом монтаже был вырезан часть речи режиссёра Жака Одиара, в котором он выражал благодарность актрисе Карле Софии Гаскон. Это породило сомнения, было ли это сделано намеренно или же вырезано из-за ограниченного эфирного времени. Среди неожиданных победителей оказались Дэвид Джонссон, получивший премию «Восходящей звезды», и Майки Мэдисон, получившая награду за «Лучшую женскую роль». В то же время фильм «Боб Дилан: Никому не известный», не получивший ни одной из шести наград, был воспринят как провал.
Фавориты в номинациях за лучшую роль второго плана, Зои Салдана (за «Эмилию Перес») и Киран Калкин (за «Настоящую боль»), победили в своих категориях, что, как утверждают, почти гарантировало им победу на 97-й церемонии вручения премии «Оскар».
На церемонии было сделано относительно немного политических комментариев. Теннант отпускал шутки о Дональде Трампе, хотя некоторые из них, включая сравнение Трампа с персонажем Битлджусом, а также шутки о Конклаве, были вырезаны из трансляции.
Пеппиатт заявил, что «каждый человек должен уважать свой язык, свою культуру и свою родину», а Эдвард Бергер, получивший премию за выдающийся британский фильм за «Конклав», упомянул выборы в Германии, охарактеризовав это время как «кризис демократии». Представляя награду за лучший фильм, Марк Хэмилл рассказывал о «тревожных временах», но избегал упоминания Трампа. Что касается вырезанных комментариев, BBC объяснил, что решения по редактированию были «приняты из-за ограничений по времени».

## Список номинантов
Количество наград / номинаций:
- 4/12: «Конклав»
- 4/9: «Бруталист»
- 2/11: «Эмилия Перес»
- 2/7(8): «Анора»[21]
- 2/7: «Дюна: Часть вторая» и «Злая: Сказка о ведьме Запада»
- 2/3: «Уоллес и Громит: Самая дикая месть»
- 2/2: «Настоящая боль»
- 1/6: «Kneecap»
- 1/5: «Субстанция»
- 1/1: «Камень, ножницы, бумага[англ.]», «Путешествие к чуду[англ.]» и «Супермен: История Кристофера Рива[англ.]»
- 0/6: «Боб Дилан: Никому не известный»
- 0/5: «Носферату»
- 0/3: «Блиц», «Гладиатор 2», «Дикий робот», «Синг-Синг» и «Ученик. Восхождение Трампа»
- 0/2: «Выгон», «Поток» и «Суровая правда[англ.]»

Специальные награды:
- Восходящая звезда — Дэвид Джонссон
- BAFTA Academy Fellowship Award — Уорик Дэвис
- Премия BAFTA за выдающийся британский вклад в кинематограф — MediCinema

## Вручённые награды

### Основные категории
| Категории                         | Лауреаты и номинанты | Лауреаты и номинанты |
| --------------------------------- | --- | --- |
| Лучший фильм                      | • Конклав / Conclave (Тесса Росс, Джульетта Хауэлл и Майкл А. Джекман)                                                               | • Конклав / Conclave (Тесса Росс, Джульетта Хауэлл и Майкл А. Джекман)                                                             |
| Лучший фильм                      | • Анора / Anora (Алекс Коко, Саманта Куан и Шон Бейкер)                                                                              | |
| Лучший фильм                      | • Бруталист / The Brutalist (Ник Гордон, Брайан Янг, Эндрю Моррисон, Ди Джей Гугенхайм и Брэди Корбет)                               | |
| Лучший фильм                      | • Боб Дилан: Никому не известный / A Complete Unknown (Алекс Хайнеман, Фред Бергер и Джеймс Мэнголд)                                 | |
| Лучший фильм                      | • Эмилия Перес / Emilia Pérez (Паскаль Коше и Жак Одиар)                                                                             | |
| Лучший британский фильм           | • Конклав / Conclave (Эдвард Бергер, Тесса Росс, Джульетт Хауэлл, Майкл А. Джекман и Питер Строган)                                  | • Конклав / Conclave (Эдвард Бергер, Тесса Росс, Джульетт Хауэлл, Майкл А. Джекман и Питер Строган)                                |
| Лучший британский фильм           | • Птица / Bird (Андреа Арнольд, Тесса Росс, Джульетта Хауэлл и Ли Грумбридж)                                                         | |
| Лучший британский фильм           | • Блиц / Blitz (Стив Маккуин, Тим Беван, Эрик Феллнер и Анита Оверленд)                                                              | |
| Лучший британский фильм           | • Гладиатор 2 / Gladiator II (Ридли Скотт, Дуглас Уик, Люси Фишер, Майкл Прусс, Дэвид Скарпа и Питер Крейг)                          | |
| Лучший британский фильм           | • Суровая правда / Hard Truths (Майк Ли и Джорджина Лоу)                                                                             | |
| Лучший британский фильм           | • Kneecap (Рич Пеппиатт, Тревор Бирни, Джек Тарлинг, Наойз О Кайреллан, Лиам Ог О Ханнаид и Джей Джей О Дочартай)                    | |
| Лучший британский фильм           | • Великая / Lee (Эллен Курас, Кейт Соломон, Кейт Уинслет, Лиз Ханна, Мэрион Хьюм, Джон Колли и Лем Доббс)                            | |
| Лучший британский фильм           | • Любовь истекает кровью / Love Lies Bleeding (Роуз Гласс, Андреа Корнуэлл, Оливер Кассман и Вероника Тофилска)                      | |
| Лучший британский фильм           | • Выгон / The Outrun (Нора Фингшейдт, Сара Броклхерст, Доминик Норрис, Джек Лауден, Сирша Ронан и Эми Липтрот)                       | |
| Лучший британский фильм           | • Уоллес и Громит: Самая дикая месть / Wallace & Gromit: Vengeance Most Fowl (Ник Парк, Мерлин Кроссингем, Ричард Бик и Марк Бертон) | |
| Лучший неанглоязычный фильм       | • Эмилия Перес / Emilia Pérez (Паскаль Коше и Жак Одиар)                                                                             | • Эмилия Перес / Emilia Pérez (Паскаль Коше и Жак Одиар)                                                                           |
| Лучший неанглоязычный фильм       | • Всё, что нам кажется светом / All We Imagine as Light (Паял Кападиа и Томас Хаким)                                                 | |
| Лучший неанглоязычный фильм       | • Я всё ещё здесь / Ainda Estou Aqui (Вальтер Саллес, Мария Карлота Бруно и Родриго Тейшейра)                                        | |
| Лучший неанглоязычный фильм       | • Kneecap (Рич Пеппиатт, Тревор Бирни и Джек Тарлинг)                                                                                | |
| Лучший неанглоязычный фильм       | • Семя священного инжира / Die Saat des Heiligen Feigenbaums (Мохаммад Расулоф и Амин Садреи)                                        | |
| Лучшая режиссёрская работа        | | • Брэди Корбет — «Бруталист» |
| Лучшая режиссёрская работа        | • Жак Одиар — «Эмилия Перес» | |
| Лучшая режиссёрская работа        | • Шон Бейкер — «Анора» | |
| Лучшая режиссёрская работа        | • Эдвард Бергер— «Конклав» | |
| Лучшая режиссёрская работа        | • Корали Фаржа — «Субстанция» | |
| Лучшая режиссёрская работа        | • Дени Вильнёв — «Дюна: Часть вторая»                                                                                                | |
| Лучшая мужская роль               | | • Эдриен Броуди — «Бруталист» |
| Лучшая мужская роль               | • Тимоти Шаламе — «Боб Дилан: Никому не известный»                                                                                   | |
| Лучшая мужская роль               | • Колман Доминго — «Синг-Синг» | |
| Лучшая мужская роль               | • Рэйф Файнс — "Конклав " | |
| Лучшая мужская роль               | • Хью Грант — «Еретик» | |
| Лучшая мужская роль               | • Себастиан Стэн — «Ученик. Восхождение Трампа»                                                                                      | |
| Лучшая женская роль               | | • Майки Мэдисон — «Анора» |
| Лучшая женская роль               | • Карла София Гаскон — «Эмилия Перес»                                                                                                | |
| Лучшая женская роль               | • Синтия Эриво — «Злая: Сказка о ведьме Запада»                                                                                      | |
| Лучшая женская роль               | • Мэрианн Жан-Баптист — «Суровая правда»                                                                                             | |
| Лучшая женская роль               | • Деми Мур — «Субстанция» | |
| Лучшая женская роль               | • Сирша Ронан — «Выгон» | |
| Лучшая мужская роль второго плана | | • Киран Калкин — «Настоящая боль»                                                                                                  |
| Лучшая мужская роль второго плана | • Юра Борисов — «Анора» | |
| Лучшая мужская роль второго плана | • Кларенс Маклин — «Синг-Синг» | |
| Лучшая мужская роль второго плана | • Эдвард Нортон — «Боб Дилан: Никому не известный»                                                                                   | |
| Лучшая мужская роль второго плана | • Гай Пирс — «Бруталист» | |
| Лучшая мужская роль второго плана | • Себастиан Стэн — «Ученик. Восхождение Трампа»                                                                                      | |
| Лучшая женская роль второго плана | | • Зои Салдана — «Эмилия Перес» |
| Лучшая женская роль второго плана | • Джейми Ли Кёртис — «Шоугёрл» | |
| Лучшая женская роль второго плана | • Селена Гомес — «Эмилия Перес» | |
| Лучшая женская роль второго плана | • Ариана Гранде — «Злая: Сказка о ведьме Запада»                                                                                     | |
| Лучшая женская роль второго плана | • Фелисити Джонс — «Бруталист» | |
| Лучшая женская роль второго плана | • Изабелла Росселлини — «Конклав» | |
| Лучший оригинальный сценарий      | | • Джесси Айзенберг — «Настоящая боль»                                                                                              |
| Лучший оригинальный сценарий      | • Шон Бейкер — «Анора» | |
| Лучший оригинальный сценарий      | • Брэди Корбет и Мона Фаствольд — «Бруталист»                                                                                        | |
| Лучший оригинальный сценарий      | • Корали Фаржа — «Субстанция» | |
| Лучший оригинальный сценарий      | • Рич Пеппиатт, Наойс О’Кайреллейн, Лиам О’Г О’Ханнайд и Дж. Дж. О’Дочартей — «Kneecap»                                              | |
| Лучший адаптированный сценарий    | • Питер Строган — «Конклав» | • Питер Строган — «Конклав» |
| Лучший адаптированный сценарий    | • Жак Одиар — «Эмилия Перес» | |
| Лучший адаптированный сценарий    | • РаМелл Росс и Джослин Барнс — «Мальчишки из «Никеля»»                                                                              | |
| Лучший адаптированный сценарий    | • Клинт Бентли, Грег Кведар, Кларенс Маклин и Джон «Божественный Джи» Уитфилд — «Синг-Синг»                                          | |
| Лучший адаптированный сценарий    | • Джеймс Мэнголд и Джей Кокс — «Боб Дилан: Никому не известный»                                                                      | |
| Лучший детский и семейный фильм   | • Уоллес и Громит: Самая дикая месть / Wallace & Gromit: Vengeance Most Fowl (Николас Вулстэн Парк, Мерлин Кроссингем и Ричард Бик   | • Уоллес и Громит: Самая дикая месть / Wallace & Gromit: Vengeance Most Fowl (Николас Вулстэн Парк, Мерлин Кроссингем и Ричард Бик |
| Лучший детский и семейный фильм   | • Поток / Flow (Гинтс Зилбалодис и Матисс Каза)                                                                                      | |
| Лучший детский и семейный фильм   | • Головоломка 2 / Inside Out 2 (Келси Манн и Марк Нильсен)                                                                           | |
| Лучший детский и семейный фильм   | • Дикий робот / The Wild Robot (Крис Сандерс и Джефф Германн)                                                                        | |
| Лучший анимационный фильм         | • Уоллес и Громит: Самая дикая месть / Wallace & Gromit: Vengeance Most Fowl (Николас Вулстэн Парк, Мерлин Кроссингем и Ричард Бик   | • Уоллес и Громит: Самая дикая месть / Wallace & Gromit: Vengeance Most Fowl (Николас Вулстэн Парк, Мерлин Кроссингем и Ричард Бик |
| Лучший анимационный фильм         | • Поток / Flow (Гинтс Зилбалодис и Матисс Каза)                                                                                      | |
| Лучший анимационный фильм         | • Королевство Кенсуке / Kensuke's Kingdom (Кирк Хендри, Нил Бойл и Камилла Дикин)                                                    | |
| Лучший анимационный фильм         | • Дикий робот / The Wild Robot (Крис Сандерс и Джефф Германн)                                                                        | |

### Другие категории
| Категории                                                    | Лауреаты и номинанты |
| ------------------------------------------------------------ | --- |
| Лучшая музыка к фильму                                       | • «Бруталист» — Дэниел Блумберг |
| Лучшая музыка к фильму                                       | • «Конклав» — Хаушка |
| Лучшая музыка к фильму                                       | • «Эмилия Перес» — Камий и Клемент Дюколь |
| Лучшая музыка к фильму                                       | • «Носферату» — Робин Каролан |
| Лучшая музыка к фильму                                       | • «Дикий робот» — Крис Бауэрс |
| Лучшая операторская работа                                   | • «Бруталист» — Лол Кроули |
| Лучшая операторская работа                                   | • «Конклав» — Стефан Фонтен |
| Лучшая операторская работа                                   | • «Дюна: Часть вторая» — Грег Фрэйзер |
| Лучшая операторская работа                                   | • «Эмилия Перес» — Поль Гийом |
| Лучшая операторская работа                                   | • «Носферату» — Ярин Блашке |
| Лучшие визуальные эффекты                                    | • «Дюна: Часть вторая» — Пол Ламберт, Стивен Джеймс, Герд Нефзер и Риз Салкомб                                                                       |
| Лучшие визуальные эффекты                                    | • «Быть лучше: История Робби Уильямса» — Джон Касали, Пол Коттерелл и Джеймс Харрисон                                                                |
| Лучшие визуальные эффекты                                    | • «Гладиатор 2» — Валери Делуф, Виктор Флеран, Виктор Прауд, Стефан Тиебо и Эммануэль Виллар                                                         |
| Лучшие визуальные эффекты                                    | • «Планета обезьян: Новое царство» — Стефан Бушер, Мэтью Коллиндж, Пол Мэсси и Дэнни Шиэн                                                            |
| Лучшие визуальные эффекты                                    | • «Злая: Сказка о ведьме Запада» — Робин Бэйнтон, Саймон Хейс, Джон Маркиз, Энди Нельсон и Нэнси Наджент Тайтл                                       |
| Лучший грим и причёски                                       | • «Субстанция» — Пьер-Оливье Персен, Стефани Гийон, Фредерик Аргуэльо и Мэрилин Скарселли                                                            |
| Лучший грим и причёски                                       | • «Дюна: Часть вторая» — Лав Ларсон и Ева фон Бар |
| Лучший грим и причёски                                       | • «Эмилия Перес» — Джулия Флок Карбонель, Эммануэль Жанвье, Жан-Кристоф Спадаччини и Ромен Мариетти                                                  |
| Лучший грим и причёски                                       | • «Носферату» — Дэвид Уайт, Трейси Лоудер и Сюзанна Стоукс-Мунтон                                                                                    |
| Лучший грим и причёски                                       | • «Злая: Сказка о ведьме Запада» — Фрэнсис Хэннон, Лора Блаунт, Сара Нут и Джоанна Нильсен                                                           |
| Лучшая работа художника-постановщика                         | • «Злая: Сказка о ведьме Запада» — Натан Кроули и Ли Сэндейлс                                                                                        |
| Лучшая работа художника-постановщика                         | • «Бруталист» — Джуди Беккер и Патрисия Кучча |
| Лучшая работа художника-постановщика                         | • «Конклав» — Сьюзи Дэвис и Синтия Слейтер |
| Лучшая работа художника-постановщика                         | • «Дюна: Часть вторая» — Патрис Верметт и Шейн Вио                                                                                                   |
| Лучшая работа художника-постановщика                         | • «Носферату» — Крейг Латроп и Беатрис Брентнерова                                                                                                   |
| Лучший дизайн костюмов                                       | • «Злая: Сказка о ведьме Запада» — Пол Тэйзуэлл |
| Лучший дизайн костюмов                                       | • «Блиц» — Жаклин Дюрран |
| Лучший дизайн костюмов                                       | • «Боб Дилан: Никому не известный» — Арианна Филлипс                                                                                                 |
| Лучший дизайн костюмов                                       | • «Конклав» — Лизи Кристл |
| Лучший дизайн костюмов                                       | • «Носферату» — Линда Мьюир |
| Лучший монтаж                                                | • «Конклав» — Ник Эмерсон |
| Лучший монтаж                                                | • «Анора» — Шон Бейкер |
| Лучший монтаж                                                | • «Дюна: Часть вторая» — Джо Уокер |
| Лучший монтаж                                                | • «Эмилия Перес» — Джульетта Велфлинг |
| Лучший монтаж                                                | • «Kneecap» — Джулиан Ульрихс и Крис Гилл |
| Лучший звук                                                  | • «Дюна: Часть вторая» — Рон Бартлетт, Даг Хемфилл, Гарет Джон и Ричард Кинг                                                                         |
| Лучший звук                                                  | • «Блиц» — Джон Касали, Пол Коттерелл и Джеймс Харрисон                                                                                              |
| Лучший звук                                                  | • «Субстанция» — Валери Делуф, Виктор Флеран, Виктор Прауд, Стефан Тиебо и Эммануэль Виллар                                                          |
| Лучший звук                                                  | • «Гладиатор 2» — Стефан Бушер, Мэтью Коллиндж, Пол Мэсси и Дэнни Шиэн                                                                               |
| Лучший звук                                                  | • «Злая: Сказка о ведьме Запада» — Робин Бэйнтон, Саймон Хейс, Джон Маркиз, Энди Нельсон и Нэнси Наджент Тайтл                                       |
| Лучший кастинг                                               | • «Анора» — Саманта Куан и Шон Бейкер |
| Лучший кастинг                                               | • «Ученик. Восхождение Трампа» — Стефани Горин и Кармен Куба                                                                                         |
| Лучший кастинг                                               | • «Боб Дилан: Никому не известный» — Йеси Рамирес |
| Лучший кастинг                                               | • «Конклав» — Нина Голд и Мартин Уэр |
| Лучший кастинг                                               | • «Kneecap» — Карла Строндж |
| Лучший документальный фильм                                  | • Супермен: История Кристофера Рива / Super/Man: The Christopher Reeve Story (Ян Бонхоте, Питер Эттедги, Лиззи Джиллетт и Роберт Форд)               |
| Лучший документальный фильм                                  | • Дневники чёрного ящика / Black Box Diaries (Сиори Ито, Эрик Ньяри и Ханна Аквилин)                                                                 |
| Лучший документальный фильм                                  | • Дочери / Daughters (Натали Рэй, Анджела Паттон, Лиза Маццотта, Джастин Бенолиэль, Джеймс Каннингем, Сэм Бисби, Кэтрин Эверетт и Лора Чой Рэйкрофт) |
| Лучший документальный фильм                                  | • Нет другой земли / No Other Land (Юваль Авраам, Базель Адра, Хамдан Баллал и Рэйчел Сзор)                                                          |
| Лучший документальный фильм                                  | • Уилл и Харпер / Will & Harper (Джош Гринбаум, Рафаэль Мармор, Кристофер Леггетт, Уилл Феррелл и Джессика Элбаум)                                   |
| Лучший короткометражный фильм                                | • Камень, ножницы, бумага / Rock, Paper, Scissors (Франц Бём, Иван и Хайдер Ротшильд Хузиер)                                                         |
| Лучший короткометражный фильм                                | • Цветы стоят молча, свидетельствуя / The Flowers Stand Silently, Witnessing (Абду Сиссе, Шери Дарбон и Джордж Телфер)                               |
| Лучший короткометражный фильм                                | • Марион / Marion (Джо Вайланд, Финн Константин и Мария Джикич)                                                                                      |
| Лучший короткометражный фильм                                | • Молоко / Milk (Миранда Стерн и Ашионе Огене) |
| Лучший короткометражный фильм                                | • Желудочная инфекция / Stomach Bug (Мэтти Кроуфорд и Карима Саммут-Канеллопулу)                                                                     |
| Лучший анимационный короткометражный фильм                   | • Путешествие к чуду / Wander to Wonder (Нина Ганц, Стинетте Босклоппер, Саймон Картрайт и Маартен Сварт)                                            |
| Лучший анимационный короткометражный фильм                   | • До свидания / Adiós (Хосе Пратс, Наталия Кириаку и Бернардо Анджелетти)                                                                            |
| Лучший анимационный короткометражный фильм                   | • Рождество Мога / Mog’s Christmas (Робин Шоу, Джоанна Харрисон, Камилла Дикин и Рут Филдинг)                                                        |
| Лучший дебют британского сценариста, режиссёра или продюсера | • Рич Пеппиатт (режиссер, сценарист) — «Kneecap» |
| Лучший дебют британского сценариста, режиссёра или продюсера | • Луна Кармун (режиссер, сценарист) — Клад |
| Лучший дебют британского сценариста, режиссёра или продюсера | • Дев Патель (режиссёр) — Манкимэн |
| Лучший дебют британского сценариста, режиссёра или продюсера | • Сандхья Сури (режиссер, сценарист), Джеймс Баушер (продюсер) и Бальтазар де Ганай (продюсер) — «Сантош»                                            |
| Лучший дебют британского сценариста, режиссёра или продюсера | • Каран Кандхари (режиссёр) — Сестра Полночь |
| Восходящая звезда                                            | • Дэвид Джонссон |
| Восходящая звезда                                            | • Мариса Абела |
| Восходящая звезда                                            | • Джаррел Джером |
| Восходящая звезда                                            | • Майки Мэдисон |
| Восходящая звезда                                            | • Набхан Ризван |

## In Memoriam
Во время сегмента In Memoriam Джефф Голдблюм исполнил на фортепиано композицию «As Time Goes By», отдавая дань уважения умершим представителям киноиндустрии.
Список имен:
- Ален Делон — актер, продюсер
- Анук Эме — актриса
- Саманта Дэвис[англ.] — актриса
- Пэт Хейвуд[англ.] — актриса
- Джон Эймос — актёр
- Луис Госсетт — актёр
- Митци Гейнор — актриса, певица, танцовщица
- Рубен Барнс — киномеханик, технический менеджер
- Филлис Далтон — художник по костюмам
- Джеймс Эрл Джонс — актёр
- Шелли Дюваль — актриса
- Джим Абрахамс — актёр, сценарист
- Роджер Корман — режиссер, продюсер, актер
- Дженне Касаротто — агент
- Линда Обст — продюсер
- Тери Гарр — актриса
- Дональд Сазерленд — актёр
- Джеймс Хэмбидж — арт-директор, художник-постановщик
- Рэй Чан[англ.] — арт-директор, художник-постановщик
- Роберт Таун — актёр
- Джон Ландау — продюсер
- Крис Кристофферсон — актёр, музыкант
- Джина Роулендс — актриса
- Джоан Плаурайт — актриса
- Лиза Уэсткотт[англ.] — визажист и парикмахер
- Лу Шеппард[англ.] — парикмахер
- Пол Энгелен[англ.] — визажист
- Роберт Уоттс — продюсер, менеджер по производству
- Адам Сомнер[англ.] — продюсер, помощник режиссёра
- Норман Спенсер[англ.] — продюсер, менеджер по производству
- Дэвид Корда — продюсер, финансист
- Дик Поуп — оператор
- Роджер Прэтт — оператор
- Дэвид Линч — режиссёр
- Мэгги Смит — актриса

## Критика
В августе 2024 года организаторы премии BAFTA заявили, что сохранят разделение наград по гендерному признаку, несмотря на призывы объединить категории «Лучший актёр» и «Лучшая актриса» для поддержания гендерной инклюзивности.
В последние годы небинарные актёры и актрисы, так как Эмма Коррин, Белла Рамзи и Эмма Д’Арси, утверждали, что были вынуждены подавать свои заявки либо в категорию «Лучший актер», либо в категорию «Лучшая актриса». В последние годы данный вопрос вызывал критику. В 2023 году генеральный директор организации отметил, что «такие темы, как гендерно-неориентированные категории, постоянно пересматриваются». Однако BAFTA выпустила новые правила, в которых вновь подчёркивается, что продюсеры фильмов должны указать пол каждого кандидата на номинацию перед церемонией.